# 中条信慶
中条 信慶（ちゅうじょう のぶよし）は、江戸時代前期から中期にかけての旗本。参議・樋口信孝の子。通称は左京。

## 略歴
樋口信孝の次男として誕生。生母は広橋兼勝の娘。
明暦3年（1657年）10月3日、4代将軍・徳川家綱に召し出されて、御家人に列し、寄合に所属した。後に旗本となった。徳川家綱の命令により、祖母の姓である中条姓を称した。なお、実兄の樋口信康の息子・康満も中条を称し尾張徳川家に仕え、実弟信久も中条を称した。
姉妹2人は大奥に出仕している。長女・梅は徳川家光に仕えた上級女中であり、その関係で次男・信慶は幕府に召しだされたようである。
万治元年（1658年）3月1日蔵米300俵を賜った。元禄10年（1697年）7月26日蔵米を改めて下野国都賀郡500石を与えられた。元禄14年（1701年）9月18日隠居し、長男・信実に家督を譲った。正徳2年（1712年）4月27日、死去。享年79。

## 系譜
- 正室：柴田康久の娘
- 生母不明の子女
  - 長男：中条信実
  - 次男：中条信秀
  - 女子：内藤信有室
- 養子
  - 女子：内藤信有後室。実父は戸田氏豊。氏豊の末期養嗣子戸田氏尹は内藤信有の四男。ただしこの女子の子ではない。